# Johannes Henricus Scholten

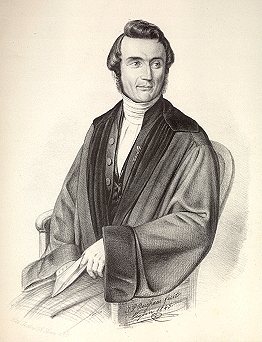
Johannes Henricus Scholten.

Johannes Henricus Scholten (17 de agosto de 1811 - 10 de abril de 1885) fue un teólogo protestante holandés, nacido en la pequeña localidad de Vleuten, cerca de Utrecht.
Después de estudiar en la Universidad de Utrecht, fue nombrado profesor de teología en Franeker. En 1843 se trasladó a Leiden como profesor extraordinarius y en 1845 fue ascendido al rango de ordinarius. A través de Scholten, Abraham Kuenen (1828-1891) se interesó en la teología, aunque por aquel momento, Scholten tenía un posicionamiento más moderado que con el paso de los años iría radicalizándose. Los dos estudiosos crearon un movimiento semejante al de la Universidad de Tubinga en Alemania.
Priorizando en primer lugar el estudio de teología dogmática y luego la filosofía de la religión, Scholten publicó un trabajo sobre los "Principios de la Teología de la Iglesia Reformada" (2 volúmenes, 1848-1850, 4 ª ed. 1861-1862). A continuación, prestó especial atención al Nuevo Testamento, escribiendo un estudio crítico del Evangelio de Juan (1864, en alemán 1867).

## Trabajo
Los otros trabajos más destacados de Scholten fueron:
- 1853-1856, Historical and Critical Introduction to the New Testament
- 1866, The Oldest Witnesses to the Writings of the New Testament
- 1868, The Oldest Gospel
- 1870, The Pauline Gospel